# Liste der Baudenkmäler in Hattingen
Die Liste der Baudenkmäler in Hattingen enthält die denkmalgeschützten Bauwerke auf dem Gebiet der Stadt Hattingen im Ennepe-Ruhr-Kreis in Nordrhein-Westfalen (Stand: 1. März 2017). Diese Baudenkmäler sind in der Denkmalliste der Stadt Hattingen eingetragen; Grundlage für die Aufnahme ist das Denkmalschutzgesetz Nordrhein-Westfalen (DSchG NRW).

## Baudenkmäler
| Bild                                                    | Bezeichnung                                                  | Lage                                                                                         | Beschreibung | Bauzeit                                       | Eingetragen seit   | Denkmal- nummer |
| ------------------------------------------------------- | ------------------------------------------------------------ | -------------------------------------------------------------------------------------------- | --- | --------------------------------------------- | ------------------ | --------------- |
| weitere Bilder                                          | Evangelische Kirche St. Georg                                | Hattingen-Mitte Kirchplatz 22 Karte                                                          | Sakralbauwerk aus Ruhrsandstein, errichtet um 1200 anstelle eines Vorgängerbaus, Kirchenschiff nach Zerstörungen im 15. Jahrhundert neu aufgebaut, Kirche später mehrfach umgestaltet, Turm sichtbar geneigt | um 1200                                       | 6. Januar 1982     | A-001           |
| weitere Bilder                                          | Altes Rathaus                                                | Hattingen-Mitte Untermarkt 9 Karte                                                           | dreistöckiges Gebäude mit massivem Erdgeschoss aus Ruhrsandstein, mehrfach umgebaut; Erdgeschoss ursprünglich als Fleischhalle des Marktes gebaut, Fachwerkobergeschosse 1576 aufgebaut und bis 1910 als Rathaus (Verwaltungssitz und Ratssaal) dienend, heute städtische Galerie und Veranstaltungsräume | vor 1420 (Erdgeschoss)                        | 27. Februar 1982   | A-002           |
| Fachwerkhaus                                            | Fachwerkhaus                                                 | Hattingen-Mitte Kirchplatz 1 Karte                                                           | |                                               | 6. Januar 1982     | A-003           |
| Fachwerkhaus                                            | Fachwerkhaus                                                 | Hattingen-Mitte Kirchplatz 2 Karte                                                           | |                                               | 6. Januar 1982     | A-004           |
| Fachwerkhaus                                            | Fachwerkhaus                                                 | Hattingen-Mitte Kirchplatz 3 Karte                                                           | |                                               | 6. Januar 1982     | A-005           |
| Fachwerkhaus                                            | Fachwerkhaus                                                 | Hattingen-Mitte Kirchplatz 4 Karte                                                           | |                                               | 6. Januar 1982     | A-006           |
| Fachwerkhaus                                            | Fachwerkhaus                                                 | Hattingen-Mitte Kirchplatz 5 Karte                                                           | |                                               | 6. Januar 1982     | A-007           |
| Fachwerkhaus                                            | Fachwerkhaus                                                 | Hattingen-Mitte Kirchplatz 6 Karte                                                           | |                                               | 6. Januar 1982     | A-008           |
| weitere Bilder                                          | Fachwerkhaus                                                 | Hattingen-Mitte Kirchplatz 7 Karte                                                           | |                                               | 6. Januar 1982     | A-009           |
| Fachwerkhaus                                            | Fachwerkhaus                                                 | Hattingen-Mitte Kirchplatz 8 Karte                                                           | |                                               | 6. Januar 1982     | A-010           |
| Fachwerkhaus                                            | Fachwerkhaus                                                 | Hattingen-Mitte Kirchplatz 9 Karte                                                           | |                                               | 6. Januar 1982     | A-011           |
| Fachwerkhaus                                            | Fachwerkhaus                                                 | Hattingen-Mitte Kirchplatz 10 Karte                                                          | |                                               | 7. Januar 1982     | A-012           |
| Fachwerkhaus                                            | Fachwerkhaus                                                 | Hattingen-Mitte Kirchplatz 11 Karte                                                          | |                                               | 7. Januar 1982     | A-013           |
| Fachwerkhaus                                            | Fachwerkhaus                                                 | Hattingen-Mitte Kirchplatz 12 Karte                                                          | |                                               | 7. Januar 1982     | A-014           |
| weitere Bilder                                          | Küsterhaus                                                   | Hattingen-Mitte Kirchplatz 13 Karte                                                          | |                                               | 7. Januar 1982     | A-015           |
| Fachwerkhaus                                            | Fachwerkhaus                                                 | Hattingen-Mitte Kirchplatz 14 Karte                                                          | |                                               | 7. Januar 1982     | A-016           |
| weitere Bilder                                          | Fachwerkhaus                                                 | Hattingen-Mitte Kirchplatz 15 Karte                                                          | |                                               | 7. Januar 1982     | A-017           |
| weitere Bilder                                          | Fachwerkhaus                                                 | Hattingen-Mitte Kirchplatz 16 Karte                                                          | dreigeschossiges Fachwerkgebäude, Wohn- und Geschäftshaus | 1596                                          | 7. Januar 1982     | A-018           |
| weitere Bilder                                          | alte Lateinschule                                            | Hattingen-Mitte Kirchplatz 17 Karte                                                          | schieferverkleidetes zweigeschossiges Fachwerkgebäude, Vorgarten von Bruchsteinmauer umgeben | 1721                                          | 7. Januar 1982     | A-019           |
| weitere Bilder                                          | Fachwerkhaus                                                 | Hattingen-Mitte Kirchplatz 18 Karte                                                          | zweigeschossiges Fachwerkgebäude, dessen mittlerer Teil Ende des 16. Jahrhunderts gebaut und um 1800 seitlich erweitert wurde; der ans Haus Kirchplatz 16 grenzende Teil wurde Anfang des 17. Jahrhunderts gebaut | ab Ende des 16. Jahrhunderts (mittlerer Teil) | 7. Januar 1982     | A-020           |
| weitere Bilder                                          | ehemalige Schule, „Haus der Kirche“                          | Hattingen-Mitte Kirchplatz 19 Karte                                                          | zweigeschossiges teilverschiefertes Fachwerkgebäude, erhöhter Vorgarten (heute vollgepflastert) von Bruchsteinmauer umgeben, Schulbetrieb wurde 1824 aufgenommen | Anfang des 19. Jahrhunderts                   | 7. Januar 1982     | A-021           |
| ehemaliger Gebetssaal, ehemalige Sonntagsschule         | ehemaliger Gebetssaal, ehemalige Sonntagsschule              | Hattingen-Mitte Kirchplatz 19a Karte                                                         | Fachwerkhaus |                                               | 7. Januar 1982     | A-022           |
| weitere Bilder                                          | Fachwerkhaus                                                 | Hattingen-Mitte Kirchplatz 20 Karte                                                          | zweigeschossiges teilverschiefertes und teilverputztes Fachwerkgebäude, Obergeschoss teils vorkragend, heute Wohn- und Geschäftshaus (Café); Datierung „1596“ am Durchgang zur Emschestraße verweist vermutlich auf Erbauung des Kellers | 2. Hälfte des 17. Jahrhunderts                | 7. Januar 1982     | A-023           |
| Fachwerkhaus                                            | Fachwerkhaus                                                 | Hattingen-Mitte Kirchplatz 21 Karte                                                          | |                                               | 7. Januar 1982     | A-024           |
| weitere Bilder                                          | Fachwerkhaus                                                 | Hattingen-Mitte Kirchplatz 23 Karte                                                          | |                                               | 7. Januar 1982     | A-025           |
| weitere Bilder                                          | Fachwerkhaus                                                 | Hattingen-Mitte Kirchplatz 25 Karte                                                          | |                                               | 8. Januar 1982     | A-026           |
| weitere Bilder                                          | Fachwerkhaus                                                 | Hattingen-Mitte Kirchplatz 27 Karte                                                          | |                                               | 8. Januar 1982     | A-027           |
| weitere Bilder                                          | Fachwerkhaus                                                 | Hattingen-Mitte Kirchplatz 29 Karte                                                          | zweigeschossiges teilverschiefertes Fachwerkgebäude, alte Fachwerkbauweise am Obergeschoss auf der Hausrückseite gut erkennbar, vortretendes Untergeschoss-Fachwerk dort jüngeren Datums | vor 1500                                      | 8. Januar 1982     | A-028           |
| weitere Bilder                                          | Fachwerkhaus                                                 | Hattingen-Mitte Kirchplatz 31 Karte                                                          | |                                               | 8. Januar 1982     | A-029           |
| weitere Bilder                                          | Fachwerkhaus                                                 | Hattingen-Mitte Kirchplatz 33 Karte                                                          | |                                               | 11. Januar 1982    | A-030           |
| weitere Bilder                                          | Fachwerkhaus                                                 | Hattingen-Mitte Untermarkt 1 Karte                                                           | |                                               | 1. April 1982      | A-031           |
| weitere Bilder                                          | Fachwerkhaus                                                 | Hattingen-Mitte Untermarkt 2 Karte                                                           | |                                               | 1. April 1982      | A-032           |
| Fachwerkhaus                                            | Fachwerkhaus                                                 | Hattingen-Mitte Untermarkt 3 Karte                                                           | |                                               | 1. April 1982      | A-033           |
| Massivbau Jahrhundertwende                              | Massivbau Jahrhundertwende                                   | Hattingen-Mitte Untermarkt 7 Karte                                                           | |                                               | 1. April 1982      | A-034           |
| weitere Bilder                                          | Fachwerkhaus                                                 | Hattingen-Mitte Untermarkt 10 Karte                                                          | |                                               | 1. April 1982      | A-035           |
| weitere Bilder                                          | Fachwerkhaus                                                 | Hattingen-Mitte Kirchstraße 2 Karte                                                          | zweigeschossiges Fachwerkgebäude mit vorkragendem Obergeschoss, Bruchsteinsockel und insgesamt 86 bleiverglasten Fenstern | 1607                                          | 5. April 1982      | A-036           |
| weitere Bilder                                          | Fachwerkhaus                                                 | Hattingen-Mitte Kirchstraße 6 Karte                                                          | zweigeschossiges Fachwerkgebäude mit Bruchsteinsockel, Datierung 1485 auf Türsturz, Fachwerkstruktur aber etwa 100 Jahre jünger | 1485 oder früher                              | 5. April 1982      | A-037           |
| weitere Bilder                                          | Fachwerkhaus                                                 | Hattingen-Mitte Emschestraße 2 Karte                                                         | |                                               | 5. April 1982      | A-038           |
| weitere Bilder                                          | Fachwerkhaus                                                 | Hattingen-Mitte Emschestraße 3 Karte                                                         | |                                               | 5. April 1982      | A-039           |
| weitere Bilder                                          | Fachwerkhaus                                                 | Hattingen-Mitte Emschestraße 4 Karte                                                         | |                                               | 5. April 1982      | A-040           |
| weitere Bilder                                          | Fachwerkhaus                                                 | Hattingen-Mitte Emschestraße 5 Karte                                                         | |                                               | 5. April 1982      | A-041           |
| Fachwerkhaus(im Bild rechts)                            | Fachwerkhaus (im Bild rechts)                                | Hattingen-Mitte Emschestraße 6 Karte                                                         | zweigeschossiges teilverschiefertes Fachwerkgebäude |                                               | 5. April 1982      | A-042           |
| Fachwerkhaus                                            | Fachwerkhaus                                                 | Hattingen-Mitte Emschestraße 8 Karte                                                         | zweigeschossiges Fachwerkwohnhaus mit verschieferter Fassade, heute durchs Dach mit Haus Nr. 10 (Denkmal A-044) verbunden | 1504                                          | 5. April 1982      | A-043           |
| weitere Bilder                                          | Fachwerkhaus                                                 | Hattingen-Mitte Emschestraße 10 Karte                                                        | zweigeschossiges teilverschiefertes Fachwerkwohnhaus, heute durchs Dach mit Haus Nr. 8 (Denkmal A-043) verbunden | um 1550                                       | 7. April 1982      | A-044           |
| weitere Bilder                                          | Fachwerkhaus, transloziert                                   | Hattingen-Mitte Emschestraße 12 Karte                                                        | zweigeschossiges Fachwerkwohnhaus mit insgesamt 73 bleiverglasten Fenstern, davon 36 symmetrisch ausgerichtet an der vorderen Giebelwand, Gebäude 1982 transloziert (ehemaliger Standort Flachsmarkt 3) | 1553                                          | 8. April 1982      | A-045           |
| weitere Bilder                                          | Fachwerkhaus                                                 | Hattingen-Mitte Emschestraße 17 Karte                                                        | |                                               | 8. April 1982      | A-046           |
| weitere Bilder                                          | Fachwerkhaus, Wohn- und Geschäftshaus                        | Hattingen-Mitte Emschestraße 21 Karte                                                        | Fachwerkhaus „Am Kühlken“ mit streng symmetrisch gegliederter Fassade und Bruchsteinsockel, heute Gaststätte „Emsche 21“ | 1816                                          | 8. April 1982      | A-047           |
| Fachwerkhaus                                            | Fachwerkhaus                                                 | Hattingen-Mitte Emschestraße 26 Karte                                                        | |                                               | 8. April 1982      | A-048           |
| weitere Bilder                                          | Fachwerkhaus                                                 | Hattingen-Mitte Emschestraße 28 Karte                                                        | |                                               | 8. April 1982      | A-049           |
| Fachwerkhaus                                            | Fachwerkhaus                                                 | Hattingen-Mitte Emschestraße 30 Karte                                                        | |                                               | 8. April 1982      | A-050           |
| Fachwerkhaus                                            | Fachwerkhaus                                                 | Hattingen-Mitte Emschestraße 32 Karte                                                        | |                                               | 8. April 1982      | A-051           |
| BW                                                      | Fachwerkhaus                                                 | Hattingen-Mitte Emschestraße 32a Karte                                                       | |                                               | 8. April 1982      | A-052           |
| Fachwerkhaus                                            | Fachwerkhaus                                                 | Hattingen-Mitte Emschestraße 34 Karte                                                        | zweigeschossiges Fachwerkwohnhaus, Obergeschoss teilweise vorkragend | 1564                                          | 8. April 1982      | A-053           |
| Fachwerkhaus                                            | Fachwerkhaus                                                 | Hattingen-Mitte Emschestraße 36 Karte                                                        | |                                               | 8. April 1982      | A-054           |
| weitere Bilder                                          | Armenhaus (ehemaliges Heilig-Geist-Spital)                   | Hattingen-Mitte Emschestraße 38 Karte                                                        | zweigeschossiges teilverschiefertes Fachwerkgebäude, als „Armen- und Waisenhaus“ errichtet nach Abriss des Vorgängerbaus 1780 („Heilig-Geist-Spital“, kirchliches Gasthaus von 1474) | 1780                                          | 8. April 1982      | A-055           |
| Fachwerkhaus                                            | Fachwerkhaus                                                 | Hattingen-Mitte Emschestraße 38a Karte                                                       | |                                               | 8. April 1982      | A-056           |
| ehemalige Wedeme                                        | ehemalige Wedeme                                             | Hattingen-Mitte Emschestraße 40 Karte                                                        | zur Bezeichnung Wedeme siehe Wittum |                                               | 8. April 1982      | A-057           |
| weitere Bilder                                          | Fachwerkhaus, Wohn- und Geschäftshaus                        | Hattingen-Mitte Emschestraße 44 Karte                                                        | zweigeschossiges Fachwerkhaus mit teils vorkragendem Obergeschoss | ca. 1620–1650                                 | 8. April 1982      | A-058           |
| BW                                                      | Fachwerkhaus                                                 | Hattingen-Mitte Emschestraße 46 Karte                                                        | |                                               | 8. April 1982      | A-059           |
| weitere Bilder                                          | Wasserburg Haus Kemnade                                      | Blankenstein An der Kemnade 8 und 10 Karte                                                   | Hauptburg (süd-östl. Teil) ab Ende des 16. Jahrhunderts nach einem Großbrand (1589) errichtet, Vorburg (Westteil) als landwirtschaftlicher Gutsbetrieb um 1780 angelegt, heute Nutzung u. a. als Museum | ab Ende 16. Jahrhundert                       | 19. Mai 1982       | A-060           |
| weitere Bilder                                          | Burg Blankenstein                                            | Blankenstein Burgstraße 16 Karte                                                             | Burgruine mit erhaltenem Torturm, der heute als Aussichtsturm dient; ehemals eine der vier Hauptburgen der Grafschaft Mark, wegen Baufälligkeit 1662 weitgehend abgebrochen, ab 1860 für touristische und gastronomische Nutzung umgebaut | 1227–1230                                     | 19. Mai 1982       | A-061           |
| Fachwerkhaus                                            | Fachwerkhaus                                                 | Hattingen-Mitte Gelinde 2 Karte                                                              | |                                               | 16. Juli 1982      | A-062           |
| weitere Bilder                                          | Fachwerkhaus                                                 | Hattingen-Mitte Grabenstraße 19 Karte                                                        | |                                               | 16. Juli 1982      | A-063           |
| weitere Bilder                                          | Fachwerkhaus                                                 | Hattingen-Mitte Grabenstraße 21 Karte                                                        | |                                               | 16. Juli 1982      | A-064           |
| weitere Bilder                                          | Fachwerkhaus                                                 | Hattingen-Mitte Grabenstraße 23 Karte                                                        | |                                               | 16. Juli 1982      | A-065           |
| weitere Bilder                                          | Fachwerkhaus                                                 | Hattingen-Mitte Grabenstraße 25 Karte                                                        | |                                               | 16. Juli 1982      | A-066           |
| BW                                                      | Fachwerkhaus                                                 | Hattingen-Mitte Grabenstraße 27 Karte                                                        | |                                               | 16. Juli 1982      | A-067           |
| BW                                                      | Fachwerkhaus                                                 | Hattingen-Mitte Grabenstraße 35 Karte                                                        | |                                               | 16. Juli 1982      | A-068           |
| BW                                                      | Fachwerkhaus                                                 | Hattingen-Mitte Grabenstraße 75 Karte                                                        | |                                               | 16. Juli 1982      | A-069           |
| Fachwerkhaus                                            | Fachwerkhaus                                                 | Hattingen-Mitte Grabenstraße 44 Karte                                                        | |                                               | 16. Juli 1982      | A-070           |
| weitere Bilder                                          | Altes Zollhaus                                               | Hattingen-Mitte Grabenstraße 76 Karte                                                        | kleinstes Hattinger Fachwerkhaus, war entgegen dem Spitznamen „Zollhäuschen“ nie eine Zollstelle, wurde erst nach Abbruch (etwa ab 1820) der Stadtbefestigung auf den Resten eines Wehrturms von 1586 errichtet, anfänglich als Werkstatt eines Schmieds genutzt | ca. 1820er Jahre                              | 16. März 1982      | A-071           |
| BW                                                      | Fachwerkhaus                                                 | Hattingen-Mitte Grabenstraße 77 Karte                                                        | zweigeschossiges Fachwerkhaus mit teils vorkragendem Obergeschoss | 1587/1588                                     | 16. Juli 1982      | A-072           |
| weitere Bilder                                          | Bügeleisenhaus, Heimatmuseum                                 | Hattingen-Mitte Haldenplatz 1 Karte                                                          | zweiteiliges Fachwerkhaus, dessen zweigeschossiger Teil aufs Jahr 1611 zurückgeht, der dreigeschossige Anbau wurde wenige Jahre später errichtet | ab 1611                                       | 16. Juli 1982      | A-073           |
| Fachwerkhaus                                            | Fachwerkhaus                                                 | Hattingen-Mitte Haldenplatz 2 Karte                                                          | |                                               | 16. Juli 1982      | A-074           |
| Fachwerkhaus, Wohn- und Geschäftshaus                   | Fachwerkhaus, Wohn- und Geschäftshaus                        | Hattingen-Mitte Haldenplatz 3 Karte                                                          | dreigeschossiges, ehemals zweigeschossiges Fachwerkhaus, mehrfach umgebaut und erweitert | 1615                                          | 16. Juli 1982      | A-075           |
| weitere Bilder                                          | Fachwerkhaus                                                 | Hattingen-Mitte Haldenplatz 4 Karte                                                          | zweigeschossiges teilverschiefertes Fachwerkhaus mit teils vorkragendem Obergeschoss | 1613                                          | 16. Juli 1982      | A-076           |
| weitere Bilder                                          | Fachwerkhaus                                                 | Hattingen-Mitte Haldenplatz 5 Karte                                                          | dreigeschossiges teilverschiefertes Fachwerkgebäude |                                               | 20. Juli 1982      | A-077           |
| weitere Bilder                                          | ehemalige Sparkasse                                          | Hattingen-Mitte Haldenplatz 6/8 Karte                                                        | Fachwerkdoppelhaus, ehemaliges Kaufmannshaus, diente von 1844 bis 1903 (oder von 1838 bis 1910) als erste Geschäftsstelle der Städtischen Sparkasse Hattingen (gegr. 1838) | 17. oder 18. Jahrhundert                      | 20. Juli 1982      | A-078           |
| Fachwerkhaus, Scheinverquaderung                        | Fachwerkhaus, Scheinverquaderung                             | Hattingen-Mitte Haldenplatz 7 Karte                                                          | |                                               | 20. Juli 1982      | A-079           |
| Fachwerkhaus                                            | Fachwerkhaus                                                 | Hattingen-Mitte Haldenplatz 9 Karte                                                          | |                                               | 20. Juli 1982      | A-080           |
| Fachwerkhaus                                            | Fachwerkhaus                                                 | Hattingen-Mitte Heggerstraße 6 Karte                                                         | |                                               | 20. Juli 1982      | A-081           |
| Fachwerkhaus                                            | Fachwerkhaus                                                 | Hattingen-Mitte Heggerstraße 8 Karte                                                         | |                                               | 20. Juli 1982      | A-082           |
| Fachwerkhaus                                            | Fachwerkhaus                                                 | Hattingen-Mitte Heggerstraße 9 Karte                                                         | |                                               | 20. Juli 1982      | A-083           |
| ehemaliger Lindenhof                                    | ehemaliger Lindenhof                                         | Hattingen-Mitte Heggerstraße 11 Karte                                                        | |                                               | 20. Juli 1982      | A-084           |
| ehemalige Seidenmoulinieranstalt                        | ehemalige Seidenmoulinieranstalt                             | Hattingen-Mitte Holschentor 3 Karte                                                          | |                                               | 20. Juli 1982      | A-085           |
| weitere Bilder                                          | Fachwerkhaus                                                 | Hattingen-Mitte Horst 3 Karte                                                                | Fachwerkhaus mit altem Hausbrunnen im Innern, in den 1980er Jahren renoviert, heute Restaurant „Einhorn“ | 1550–1570                                     | 20. Juli 1982      | A-086           |
| weitere Bilder                                          | Fachwerkhaus                                                 | Hattingen-Mitte Johannisstraße 2 Karte                                                       | |                                               | 21. Juli 1982      | A-087           |
| weitere Bilder                                          | Fachwerkhaus                                                 | Hattingen-Mitte Johannisstraße 3 Karte                                                       | |                                               | 20. Juli 1982      | A-088           |
| weitere Bilder                                          | Fachwerkhaus                                                 | Hattingen-Mitte Johannisstraße 5 Karte                                                       | dreigeschossiges Fachwerkgebäude | 1568                                          | 21. Juli 1982      | A-089           |
| weitere Bilder                                          | Fachwerkhaus                                                 | Hattingen-Mitte Johannisstraße 7 Karte                                                       | zweigeschossiges Fachwerkgebäude | 1600–1620                                     | 21. Juli 1982      | A-090           |
| weitere Bilder                                          | Fachwerkhaus                                                 | Hattingen-Mitte Johannisstraße 8 Karte                                                       | teilverschiefertes Fachwerkgebäude, Wohn- und Geschäftshaus (Restaurant „Pfannekuchen-Haus“) |                                               | 21. Juli 1982      | A-091           |
| weitere Bilder                                          | Fachwerkhaus                                                 | Hattingen-Mitte Johannisstraße 9 Karte                                                       | |                                               | 21. Juli 1982      | A-092           |
| weitere Bilder                                          | Fachwerkhaus                                                 | Hattingen-Mitte Johannisstraße 11 Karte                                                      | |                                               | 21. Juli 1982      | A-093           |
| weitere Bilder                                          | Fachwerkhaus                                                 | Hattingen-Mitte Johannisstraße 13 Karte                                                      | dreigeschossiges Fachwerkgebäude, Wohn- und Geschäftshaus | um 1600                                       | 21. Juli 1982      | A-094           |
| Fachwerkhaus                                            | Fachwerkhaus                                                 | Hattingen-Mitte Johannisstraße 15 Karte                                                      | |                                               | 21. Juli 1982      | A-095           |
| weitere Bilder                                          | Fachwerkhaus                                                 | Hattingen-Mitte Johannisstraße 17 Karte                                                      | |                                               | 21. Juli 1982      | A-096           |
| BW                                                      | Fachwerkhaus                                                 | Hattingen-Mitte Keilstraße 2 Karte                                                           | |                                               | 21. Juli 1982      | A-097           |
| BW                                                      | Fachwerkhaus                                                 | Hattingen-Mitte Keilstraße 3 Karte                                                           | |                                               | 22. Juli 1982      | A-098           |
| BW                                                      | Fachwerkhaus                                                 | Hattingen-Mitte Keilstraße 7 Karte                                                           | |                                               | 22. Juli 1982      | A-099           |
| Fachwerkhaus                                            | Fachwerkhaus                                                 | Hattingen-Mitte Kleine Weilstraße 1 Karte                                                    | |                                               | 22. Juli 1982      | A-100           |
| Fachwerkhaus                                            | Fachwerkhaus                                                 | Hattingen-Mitte Kleine Weilstraße 3 Karte                                                    | |                                               | 22. Juli 1993      | A-101           |
| Fachwerkhaus                                            | Fachwerkhaus                                                 | Hattingen-Mitte Kleine Weilstraße 9 Karte                                                    | |                                               | 22. Juli 1982      | A-102           |
| BW                                                      | Fachwerkhaus                                                 | Hattingen-Mitte Kleine Weilstraße 10 Karte                                                   | |                                               | 22. Juli 1982      | A-103           |
| Fachwerkhaus                                            | Fachwerkhaus                                                 | Hattingen-Mitte Kleine Weilstraße 13 Karte                                                   | |                                               | 22. Juli 1982      | A-104           |
| Fachwerkhaus                                            | Fachwerkhaus                                                 | Hattingen-Mitte Kleine Weilstraße 14 Karte                                                   | |                                               | 22. Juli 1982      | A-105           |
| weitere Bilder                                          | Fachwerkhaus                                                 | Hattingen-Mitte Kleine Weilstraße 16 Karte                                                   | Fachwerkgebäude |                                               | 22. Juli 1982      | A-106           |
| Fachwerkhaus (linke Haushälfte)                         | Fachwerkhaus (linke Haushälfte)                              | Hattingen-Mitte Kleine Weilstraße 23 Karte                                                   | |                                               | 22. Juli 1982      | A-107           |
| Fachwerkhaus (rechte Haushälfte)                        | Fachwerkhaus (rechte Haushälfte)                             | Hattingen-Mitte Kleine Weilstraße 25 Karte                                                   | |                                               | 22. Juli 1982      | A-108           |
| weitere Bilder                                          | ehemaliges Verlagsgebäude Hundt                              | Hattingen-Mitte Kleine Weilstraße 27/Obermarkt 13a Karte                                     | teilverschiefertes Fachwerkgebäude, Filiale der Mayerschen Buchhandlung |                                               | 23. Juli 1982      | A-109           |
| BW                                                      | Villa Birschel                                               | Hattingen-Mitte Schleusenstraße 7 Karte                                                      | |                                               | 30. November 1984  | A-110           |
| weitere Bilder                                          | Fachwerkhaus                                                 | Hattingen-Mitte Obermarkt 1 Karte                                                            | |                                               | 23. Juli 1982      | A-111           |
| weitere Bilder                                          | Fachwerkhaus                                                 | Hattingen-Mitte Obermarkt 2 Karte                                                            | |                                               | 23. Juli 1982      | A-112           |
| Fachwerkhaus                                            | Fachwerkhaus                                                 | Hattingen-Mitte Obermarkt 4 Karte                                                            | |                                               | 23. Juli 1982      | A-113           |
| BW                                                      | Fachwerkhaus                                                 | Hattingen-Mitte Obermarkt 5 Karte                                                            | |                                               | 23. Juli 1982      | A-114           |
| Fachwerkhaus                                            | Fachwerkhaus                                                 | Hattingen-Mitte Obermarkt 7 Karte                                                            | |                                               | 23. Juli 1982      | A-115           |
| Fachwerkhaus, massive Fassade                           | Fachwerkhaus, massive Fassade                                | Hattingen-Mitte Obermarkt 8 Karte                                                            | |                                               | 28. Juli 1982      | A-116           |
| weitere Bilder                                          | Fachwerkhaus                                                 | Hattingen-Mitte Obermarkt 9 Karte                                                            | zweigeschossiges teilverschiefertes Fachwerkgebäude, 1833–1836 wohnte Mathilde Franziska Anneke im Haus, heute Restaurantbetrieb |                                               | 23. Juli 1982      | A-117           |
| weitere Bilder                                          | Fachwerkhaus                                                 | Hattingen-Mitte Obermarkt 13 Karte                                                           | zweigeschossiges teilverschiefertes Fachwerkgebäude, Wohn- und Geschäftshaus | um 1800                                       | 23. Juli 1982      | A-118           |
| weitere Bilder                                          | Fachwerkhaus, Wohn- und Geschäftshaus                        | Hattingen-Mitte Steinhagen 1 Karte                                                           | zweigeschossiges teilverschiefertes Fachwerkgebäude mit Bruchsteinsockel, heute Cafébetrieb | 1580–1600                                     | 23. Juli 1982      | A-119           |
| Fachwerkhaus                                            | Fachwerkhaus                                                 | Hattingen-Mitte Steinhagen 2 Karte                                                           | |                                               | 23. Juli 1982      | A-120           |
| BW                                                      | Fachwerkhaus                                                 | Hattingen-Mitte Steinhagen 3 Karte                                                           | |                                               | 23. Juli 1982      | A-121           |
| Fachwerkhaus                                            | Fachwerkhaus                                                 | Hattingen-Mitte Steinhagen 4 Karte                                                           | |                                               | 23. Juli 1982      | A-122           |
| Fachwerkhaus                                            | Fachwerkhaus                                                 | Hattingen-Mitte Steinhagen 6 Karte                                                           | |                                               | 23. Juli 1982      | A-123           |
| Speicherhäuschen                                        | Speicherhäuschen                                             | Hattingen-Mitte Steinhagen 6a Karte                                                          | Fachwerkgebäude |                                               | 23. Juli 1982      | A-124           |
| Fachwerkhaus                                            | Fachwerkhaus                                                 | Hattingen-Mitte Steinhagen 8 Karte                                                           | zweigeschossiges Fachwerkgebäude, einziges erhaltenes Ackerbürgergehöft in der Hattinger Altstadt, 1968–1970 grundlegend saniert, heute Hotel „Zur Alten Krone“ | 1729                                          | 26. Juli 1982      | A-125           |
| BW                                                      | Fachwerkhaus                                                 | Hattingen-Mitte Steinhagen 9 Karte                                                           | |                                               | 26. Juli 1982      | A-126           |
| Fachwerkhaus                                            | Fachwerkhaus                                                 | Hattingen-Mitte Steinhagen 11 Karte                                                          | |                                               | 26. Juli 1982      | A-127           |
| BW                                                      | Bauernhaus                                                   | Baak Dahlhauser Straße 22 Karte                                                              | |                                               | 18. Juni 1986      | A-128           |
| weitere Bilder                                          | Fachwerkhaus                                                 | Hattingen-Mitte Steinhagen 17 Karte                                                          | |                                               | 26. Juli 1982      | A-129           |
| weitere Bilder                                          | Fachwerkhaus                                                 | Hattingen-Mitte Steinhagen 19 Karte                                                          | |                                               | 26. Juli 1982      | A-130           |
| weitere Bilder                                          | Fachwerkhaus                                                 | Hattingen-Mitte Steinhagen 21 Karte                                                          | |                                               | 26. Juli 1982      | A-131           |
| Fachwerkhaus                                            | Fachwerkhaus                                                 | Hattingen-Mitte St.-Georg-Straße 11 Karte                                                    | |                                               | 27. Juli 1982      | A-132           |
| weitere Bilder                                          | Fachwerkhaus                                                 | Hattingen-Mitte St.-Georg-Straße 13 Karte                                                    | Fachwerkgebäude, „Löwen-Apotheke“ |                                               | 27. Juli 1982      | A-133           |
| weitere Bilder                                          | Fachwerkhaus                                                 | Hattingen-Mitte Talstraße 1 Karte                                                            | |                                               | 27. Juli 1982      | A-134           |
| weitere Bilder                                          | Reformiertes Pastorat                                        | Hattingen-Mitte Talstraße 2 Karte                                                            | |                                               | 27. Juli 1982      | A-135           |
| Fachwerkhaus                                            | Fachwerkhaus                                                 | Hattingen-Mitte Talstraße 5 Karte                                                            | |                                               | 27. Juli 1982      | A-136           |
| weitere Bilder                                          | Glockenturm                                                  | Hattingen-Mitte Krämersdorf Karte                                                            | verbliebener, 1957 restaurierter Turm der ehemaligen ev.-reformierten Johanniskirche, die in der ersten Hälfte des 18. Jahrhunderts fertiggestellt und im Zweiten Weltkrieg zerstört wurde | zwischen ca. 1690 und 1737                    | 27. Juli 1982      | A-137           |
| weitere Bilder                                          | Neues Rathaus                                                | Hattingen-Mitte Rathausplatz 1 Karte                                                         | Profanbau im Neorenaissance-Stil, teilweise verputztes, teilweise steinsichtiges Gebäude mit zwei Flügeln und Eckturm, Sockel aus Anröchter Stein, Gesimse aus gelbem Pfälzer Sandstein, Rest aus heimischem Ruhrsandstein | 1909–1910                                     | 18. August 1982    | A-138           |
| Fachwerkhaus                                            | Fachwerkhaus                                                 | Hattingen-Mitte Steinhagen 15 Karte                                                          | |                                               | 27. Juli 1982      | A-139           |
| weitere Bilder                                          | Wohnhaus                                                     | Hattingen-Mitte Talstraße 3 Karte                                                            | zweigeschossiges Fachwerkgebäude | 1650–1700                                     | 27. Juli 1982      | A-140           |
| weitere Bilder                                          | Holschentorschule                                            | Hattingen-Mitte Talstraße 8 Karte                                                            | |                                               | 18. Mai 1983       | A-141           |
| Fachwerkhaus                                            | Fachwerkhaus                                                 | Hattingen-Mitte Große Weilstraße 31 Karte                                                    | |                                               | 27. Juli 1982      | A-142           |
| Massivbau                                               | Massivbau                                                    | Hattingen-Mitte Große Weilstraße 14 Karte                                                    | dreigeschossiger Massivbau, Fassade mit Jugendstilelementen, Wohn- und Geschäftshaus | um 1900                                       | 27. Juli 1982      | A-143           |
| weitere Bilder                                          | Burg Isenberg (Isenburg)                                     | Niederbonsfeld Am Isenberg Karte                                                             | Ruinen einer mittelalterlichen Burganlage, die Anfang des 13. Jahrhunderts zerstört wurde, im 20. Jahrhundert wieder freigelegt | 1193–1200                                     | 27. Juli 1982      | A-144           |
| BW                                                      | Fachwerkhaus                                                 | Hattingen-Mitte Heggerstraße 6a Karte                                                        | |                                               | 27. Juli 1982      | A-145           |
| weitere Bilder                                          | Fachwerkhaus                                                 | Hattingen-Mitte Gelinde 5 Karte                                                              | |                                               | 28. Juli 1982      | A-146           |
| Fachwerkhaus                                            | Fachwerkhaus                                                 | Hattingen-Mitte Steinhagen 7 Karte                                                           | dreigeschossiges Fachwerkgebäude, Wohn- und Geschäftshaus | 16. Jahrhundert                               | 30. Juli 1982      | A-147           |
| historistischer Massivbau                               | historistischer Massivbau                                    | Hattingen-Mitte Heggerstraße 7 Karte                                                         | |                                               | 30. Juli 1982      | A-148           |
| weitere Bilder                                          | Fachwerkhaus                                                 | Blankenstein Vidumestraße 23, 23a Karte                                                      | |                                               | 3. August 1982     | A-149           |
| Fachwerkhaus                                            | Fachwerkhaus                                                 | Blankenstein Zu den sieben Hämmern 7 Karte                                                   | |                                               | 3. August 1982     | A-150           |
| weitere Bilder                                          | Massivbau                                                    | Hattingen-Mitte Große Weilstraße 10 Karte                                                    | dreigeschossiger Massivbau mit Schmuckfassade, Wohn- und Geschäftshaus | um 1900                                       | 13. August 1982    | A-151           |
| Fachwerkhaus                                            | Fachwerkhaus                                                 | Hattingen-Mitte Talstraße 1a Karte                                                           | |                                               | 13. August 1982    | A-152           |
| weitere Bilder                                          | Evangelische Kirche Blankenstein                             | Blankenstein Burgstraße Karte                                                                | gedrungene Ruhrsandstein-Bruchsteinkirche, deren Grundriss dem Vorgängerbau („Schlosskapelle“ der benachbarten Burg Blankenstein) entspricht; Türinschrift „1767“ irreführend, Bau frühestens 1775 beendet | ca. 1767–1775                                 | 7. Oktober 1982    | A-153           |
| weitere Bilder                                          | katholische Kirche St. Johann Baptist                        | Blankenstein Marktplatz 8 Karte                                                              | Sakralbau aus Ruhrsandstein-Bruchsteinmauerwerk, Ende des 18. Jahrhunderts anstelle des baufälligen Blankensteiner Rathauses und der Gerichtslinde gebaut, 1929 erweitert | 1794–1801                                     | 7. Oktober 1982    | A-154           |
| Fachwerkhaus                                            | Fachwerkhaus                                                 | Blankenstein Burgstraße 1 Karte                                                              | |                                               | 6. Oktober 1982    | A-155           |
| Fachwerkhaus                                            | Fachwerkhaus                                                 | Blankenstein Burgstraße 2 Karte                                                              | |                                               | 7. Oktober 1982    | A-156           |
| weitere Bilder                                          | ehemaliges Küsterhaus                                        | Blankenstein Burgstraße 3 Karte                                                              | |                                               | 6. Oktober 1982    | A-157           |
| Fachwerkhaus                                            | Fachwerkhaus                                                 | Blankenstein Burgstraße 4 Karte                                                              | |                                               | 7. Oktober 1982    | A-158           |
| Fachwerkhaus                                            | Fachwerkhaus                                                 | Blankenstein Burgstraße 8 Karte                                                              | |                                               | 6. Oktober 1982    | A-159           |
| weitere Bilder                                          | Fachwerkhaus                                                 | Blankenstein Burgstraße 10 Karte                                                             | |                                               | 6. Oktober 1982    | A-160           |
| weitere Bilder                                          | Fachwerkhaus                                                 | Blankenstein Burgstraße 12 Karte                                                             | |                                               | 6. Oktober 1982    | A-161           |
| Fachwerkhaus, Scheinverquaderung                        | Fachwerkhaus, Scheinverquaderung                             | Blankenstein Burgstraße 14 Karte                                                             | |                                               | 6. Oktober 1982    | A-162           |
| weitere Bilder                                          | Fachwerkhaus                                                 | Blankenstein Freiheit 1 Karte                                                                | Fachwerkgebäude, Hausrückwand gebildet durch Teil der ehemaligen Mauer um die alte Freiheit Blankenstein | 17. oder 18. Jahrhundert                      | 6. Oktober 1982    | A-163           |
| weitere Bilder                                          | Fachwerkhaus                                                 | Blankenstein Freiheit 3 Karte                                                                | |                                               | 6. Oktober 1982    | A-164           |
| weitere Bilder                                          | Fachwerkhaus                                                 | Blankenstein Freiheit 5 Karte                                                                | |                                               | 7. Oktober 1982    | A-165           |
| weitere Bilder                                          | Fachwerkhaus                                                 | Blankenstein Freiheit 6 Karte                                                                | |                                               | 7. Oktober 1982    | A-166           |
| weitere Bilder                                          | Fachwerkhaus                                                 | Blankenstein Freiheit 7 Karte                                                                | |                                               | 7. Oktober 1982    | A-167           |
| Fachwerkhaus                                            | Fachwerkhaus                                                 | Blankenstein Freiheit 8 Karte                                                                | |                                               | 6. Oktober 1982    | A-168           |
| weitere Bilder                                          | Fachwerkhaus                                                 | Blankenstein Freiheit 9 Karte                                                                | |                                               | 7. Oktober 1982    | A-169           |
| Fachwerkhaus                                            | Fachwerkhaus                                                 | Blankenstein Freiheit 10 Karte                                                               | |                                               | 6. Oktober 1982    | A-170           |
| weitere Bilder                                          | Fachwerkhaus                                                 | Blankenstein Freiheit 11 Karte                                                               | |                                               | 7. Oktober 1982    | A-171           |
| Fachwerkhaus                                            | Fachwerkhaus                                                 | Blankenstein Hauptstraße 1 Karte                                                             | |                                               | 6. Oktober 1982    | A-172           |
| Fachwerkhaus, Vorderhaus massiv                         | Fachwerkhaus, Vorderhaus massiv                              | Blankenstein Hauptstraße 2 Karte                                                             | |                                               | 7. Oktober 1982    | A-173           |
| Fachwerkhaus                                            | Fachwerkhaus                                                 | Blankenstein Hauptstraße 3 Karte                                                             | |                                               | 6. Oktober 1982    | A-174           |
| Fachwerkhaus                                            | Fachwerkhaus                                                 | Blankenstein Hauptstraße 4 Karte                                                             | |                                               | 6. Oktober 1982    | A-175           |
| Fachwerkhaus                                            | Fachwerkhaus                                                 | Blankenstein Hauptstraße 5 Karte                                                             | |                                               | 6. Oktober 1982    | A-176           |
| weitere Bilder                                          | Fachwerkhaus                                                 | Blankenstein Hauptstraße 11 Karte                                                            | |                                               | 6. Oktober 1982    | A-177           |
| weitere Bilder                                          | Fachwerkhaus, Stammhaus Gethmann                             | Blankenstein Hauptstraße 12 Karte                                                            | zweigeschossiges verschiefertes Fachwerkgebäude, „Stammhaus Gethmann“, gebaut als Wohnhaus, ab 1879 verpachtet und als „Hotel Petring“ genutzt, ab 1930 Gasthaus „Zum Irrgarten“ (gastronomischer Betrieb bis 2003), heute Wohn- und Geschäftshaus | 17. Jahrhundert                               | 6. Oktober 1982    | A-178           |
| Wasserturm Kressenberg                                  | Wasserturm Kressenberg                                       | Niederbonsfeld Kressenberg Karte                                                             | Der 1930 erbaute sechseckige Wasserturm, auch „Behälter Balkhausen“ genannt, hat eine Höhe von 22 Meter, ein Fassungsvermögen von 300 m³ und befindet sich am Kressenberg in Niederbonsfeld und versorgt Niederwenigern. |                                               | 9. August 1984     | A-179           |
| Fachwerkhaus                                            | Fachwerkhaus                                                 | Blankenstein Hauptstraße 16 Karte                                                            | |                                               | 6. Oktober 1982    | A-180           |
| Fachwerkhaus                                            | Fachwerkhaus                                                 | Blankenstein Hauptstraße 20 Karte                                                            | |                                               | 6. Oktober 1982    | A-181           |
| BW                                                      | Fachwerkhaus                                                 | Blankenstein Hauptstraße 21a Karte                                                           | |                                               | 7. Oktober 1982    | A-182           |
| Fachwerkhaus                                            | Fachwerkhaus                                                 | Blankenstein Hauptstraße 22 Karte                                                            | |                                               | 6. Oktober 1982    | A-183           |
| weitere Bilder                                          | Nebengebäude Gethmann                                        | Blankenstein Hauptstraße 26 Karte                                                            | |                                               | 7. Oktober 1982    | A-184           |
| weitere Bilder                                          | Wohnhaus Gethmann                                            | Blankenstein Hauptstraße 28 Karte                                                            | zweigeschossiges Wohngebäude im bergischen Stil, errichtet auf Fundamenten der „Propstei“ von 1561 als repräsentatives Wohnhaus für Carl Friedrich Gethmann und Familie | 1821                                          | 7. Oktober 1982    | A-185           |
| weitere Bilder                                          | Fachwerkhaus                                                 | Blankenstein Im Tünken 4 Karte                                                               | |                                               | 6. Oktober 1982    | A-186           |
| weitere Bilder                                          | Fachwerkhaus                                                 | Blankenstein Laubergasse 2 Karte                                                             | |                                               | 7. Oktober 1982    | A-187           |
| weitere Bilder                                          | Fachwerkhaus                                                 | Blankenstein Laubergasse 5 Karte                                                             | |                                               | 7. Oktober 1982    | A-188           |
| weitere Bilder                                          | ehemaliges Amtshaus (Stadtmuseum Hattingen)                  | Blankenstein Marktplatz 1 Karte                                                              | zweiteiliger Profanbau mit klassizistischer Schaufassade aus Ruhrsandstein (ehemaliges Amtshaus I); zweigeschossiger Teil ab 1840 als Amtshaus des Amts Blankenstein gebaut, dreigeschossiger Teil als Anbau mit hohem Giebel ab 1904 errichtet, heute vom Stadtmuseum genutzt | ab 1840                                       | 8. Oktober 1982    | A-189           |
| weitere Bilder                                          | ehemaliges Amtshaus (Stadtmuseum Hattingen) linker Teil      | Blankenstein Marktplatz 2 Karte                                                              | zweigeschossiger Massivbau aus Ruhrsandstein mit eingeschossigem mittigem Vorbau an der Marktplatzseite, errichtet als Apotheke; 1887 vom Amt Blankenstein erworben und als Amtshaus II auch als Wohnung für den Amtsmann dienend, heute vom Stadtmuseum genutzt | 1845/1846                                     | 8. Oktober 1982    | A-190           |
| weitere Bilder                                          | ehemaliges Amtshaus (Stadtmuseum Hattingen) rechter Teil     | Blankenstein Marktplatz 3 Karte                                                              | zweigeschossiger Massivbau aus Ruhrsandstein mit mittigem Treppenzugang, errichtet als Wohnhaus und Fabrikgebäude als Anbau zum Apothekerhaus (linker Hausteil Marktplatz 2, siehe Denkmal-Nr. A-190), dann ebenfalls von der Amtsverwaltung erworben und als Amtshaus II dienend, heute vom Stadtmuseum genutzt | 1848/1849                                     | 8. Oktober 1982    | A-191           |
| weitere Bilder                                          | Bürgertreff, ehemalige Post                                  | Blankenstein Marktplatz 4 Karte                                                              | |                                               | 3. November 1982   | A-192           |
| Fachwerkhaus                                            | Fachwerkhaus                                                 | Blankenstein Marktplatz 5 Karte                                                              | |                                               | 7. Oktober 1982    | A-193           |
| Fachwerkhaus                                            | Fachwerkhaus                                                 | Blankenstein Marktplatz 7 Karte                                                              | |                                               | 7. Oktober 1982    | A-194           |
| Fachwerkhaus                                            | Fachwerkhaus                                                 | Blankenstein Marktplatz 12 Karte                                                             | |                                               | 7. Oktober 1982    | A-195           |
| Fachwerkhaus                                            | Fachwerkhaus                                                 | Blankenstein Marktplatz 14 Karte                                                             | |                                               | 7. Oktober 1982    | A-196           |
| weitere Bilder                                          | Fachwerkhaus                                                 | Blankenstein Marktplatz 18 Karte                                                             | |                                               | 7. Oktober 1982    | A-197           |
| Pfarrhaus St. Johann Baptist                            | Pfarrhaus St. Johann Baptist                                 | Blankenstein Vidumestraße 1 Karte                                                            | |                                               | 7. Oktober 1982    | A-198           |
| Fachwerkhaus                                            | Fachwerkhaus                                                 | Blankenstein Vidumestraße 5 Karte                                                            | |                                               | 7. Oktober 1982    | A-199           |
| weitere Bilder                                          | ehemaliges evangelisches Gemeindehaus                        | Blankenstein Vidumestraße 9 Karte                                                            | eingeschossiger Bruchsteinbau aus Ruhrsandstein, errichtet als Schulhaus mit Lehrerwohnung und einem Unterrichtsraum, 1898 an die evangelische Kirchengemeinde verkauft, anschließend u. a. als Kindergarten und Gemeindebüro genutzt, 1998 verkauft, seither Wohnhaus | 1860                                          | 7. Oktober 1982    | A-200           |
| weitere Bilder                                          | Fachwerkhaus                                                 | Blankenstein Vidumestraße 20 Karte                                                           | |                                               | 7. Oktober 1982    | A-201           |
| weitere Bilder                                          | Fachwerkhaus                                                 | Blankenstein Vidumestraße 21 Karte                                                           | zweigeschossiges Fachwerkgebäude, 1820–1833 wohnte Mathilde Franziska Anneke im Haus | 18. Jahrhundert (oder früher)                 | 7. Oktober 1982    | A-202           |
| Fachwerkhaus                                            | Fachwerkhaus                                                 | Blankenstein Zu den sieben Hämmern 2 Karte                                                   | |                                               | 7. Oktober 1982    | A-203           |
| Fachwerkhaus                                            | Fachwerkhaus                                                 | Blankenstein Zu den sieben Hämmern 3 Karte                                                   | |                                               | 7. Oktober 1982    | A-204           |
| Fachwerkhaus                                            | Fachwerkhaus                                                 | Blankenstein Zu den sieben Hämmern 4 Karte                                                   | |                                               | 7. Oktober 1982    | A-205           |
| weitere Bilder                                          | Fachwerkhaus                                                 | Blankenstein Zu den sieben Hämmern 6 Karte                                                   | |                                               | 7. Oktober 1982    | A-206           |
| weitere Bilder                                          | Fachwerkhaus                                                 | Blankenstein Zu den sieben Hämmern 8 Karte                                                   | |                                               | 7. Oktober 1982    | A-207           |
| weitere Bilder                                          | ehemaliges Kontor der Halbach-Hämmer                         | Blankenstein Zu den sieben Hämmern 12 Karte                                                  | |                                               | 7. Oktober 1982    | A-208           |
| Fachwerkhaus, Fassade massiv                            | Fachwerkhaus, Fassade massiv                                 | Blankenstein Hauptstraße 8 Karte                                                             | |                                               | 7. Oktober 1982    | A-209           |
| BW                                                      | Fachwerkhaus                                                 | Hattingen-Mitte Bahnhofstraße 4 Karte                                                        | |                                               | 2. November 1982   | A-210           |
| BW                                                      | Backes des Antoniusheims                                     | Oberbredenscheid Hackstückstraße 37 Karte                                                    | Backhaus am „Haus Theresia“ |                                               | 4. November 1982   | A-211           |
| weitere Bilder                                          | Auerhof, Wohnhaus                                            | Oberelfringhausen Felderbachstraße 83 Karte                                                  | teilverschiefertes Fachwerk- und zum Teil Bruchsteinbauwerk, Bauernhaus, Wohnhaus des „Auerhofs“ | 1891                                          | 15. November 1982  | A-212           |
| Fachwerkhaus                                            | Fachwerkhaus                                                 | Hattingen-Mitte Große Weilstraße 5 Karte                                                     | |                                               | 22. September 1994 | A-213           |
| Hof Hansberg                                            | Hof Hansberg                                                 | Niederbredenscheid Im Eggendahl 3 Karte                                                      | „Baumeister“ |                                               | 15. November 1982  | A-214           |
| weitere Bilder                                          | Hofanlage Waskönig                                           | Niederstüter Hackstückstraße 92 Karte                                                        | teilverschiefertes Fachwerkgebäude im Paasbachtal, als Gewerkengehöft einer der historischen Ausgangspunkte der Zeche Alte Haase in Sprockhövel |                                               | 15. November 1982  | A-215           |
| BW                                                      | Hof Sticht                                                   | Oberbredenscheid Bredenscheider Straße 120 Karte                                             | „Hof Sticht“ auch „Am Umfer“, ehem. Umfermann |                                               | 15. November 1982  | A-216           |
| BW                                                      | Hof Genuit                                                   | Dumberg In den Höfen 16 Karte                                                                | |                                               | 15. November 1982  | A-217           |
| BW                                                      | Hof Mintrop                                                  | Niederwenigern Turmstraße 16 Karte                                                           | |                                               | 15. November 1982  | A-218           |
| BW                                                      | Hofanlage Diefhausen                                         | Niederbonsfeld Nierenhofer Straße 109 Karte                                                  | |                                               | 15. November 1982  | A-219           |
| weitere Bilder                                          | Marpmanns Hof                                                | Holthausen In der Marpe 1 Karte                                                              | | 1779, Keller 16./17. J.                       | 15. November 1982  | A-220           |
| BW                                                      | Hofanlage                                                    | Holthausen Dorfstraße 18 Karte                                                               | Hof Schulte-Hunsbeck |                                               | 15. November 1982  | A-221           |
| weitere Bilder                                          | Stadtmauer Bruchtorturm                                      | Hattingen-Mitte Grabenstraße Karte                                                           | Bruchsteinmauer mit Turmrest; einer von ehemals sieben Türmen der Ende des 16. Jahrhunderts aus Ruhrsandstein errichteten Stadtbefestigung; um 1820 weitgehend abgebrochen, in den 1960er/1970er Jahren instand gesetzt und heute rund 7 m hoch | 1586–1590                                     | 17. Januar 1983    | A-222           |
| weitere Bilder                                          | Stadtmauer Bruchtor–Steinhagen                               | Hattingen-Mitte Grabenstraße Karte                                                           | | 1586–1590                                     | 6. Dezember 1982   | A-223           |
| weitere Bilder                                          | Stadtmauer Steinhagen–Talstraße                              | Hattingen-Mitte Grabenstraße Karte                                                           | | 1586–1590                                     | 6. Dezember 1982   | A-224           |
| BW                                                      | Stadtbefestigung Talstraße–Augustastraße                     | Hattingen-Mitte Grabenstraße Karte                                                           | | 1586–1590                                     | 6. Dezember 1982   | A-225           |
| weitere Bilder                                          | Stadtbefestigung Innenmauer zwischen Bruchtor und Steinhagen | Hattingen-Mitte Grabenstraße Karte                                                           | | 1586–1590                                     | 6. Dezember 1982   | A-226           |
|                                                         | Stadtbefestigung Grabenweg Bruchtor–Steinhagen               | Hattingen-Mitte Grabenstraße                                                                 | | 1586–1590                                     | 6. Dezember 1982   | A-227           |
| weitere Bilder                                          | Stadtbefestigung Grabenweg am Zollhäuschen                   | Hattingen-Mitte Grabenstraße                                                                 | | 1586–1590                                     | 6. Dezember 1982   | A-228           |
| weitere Bilder                                          | Stadtbefestigung Innenmauer am Zollhaus                      | Hattingen-Mitte Grabenstraße Karte                                                           | | 1586–1590                                     | 6. Dezember 1982   | A-229           |
|                                                         | Stadtgraben am Zollhaus                                      | Hattingen-Mitte Grabenstraße                                                                 | |                                               | 6. Dezember 1982   | A-230           |
|                                                         | Stadtbefestigung Feldweg vor dem Graben                      | Hattingen-Mitte                                                                              | | 1586–1590                                     | 6. Dezember 1982   | A-231           |
| weitere Bilder                                          | Katholische Kirche St. Mauritius                             | Niederwenigern Domplatz 7 Karte                                                              | dreischiffige Hallenkirche im neugotischen Stil mit erhaltenem romanischen Westturm des Vorgängerbauwerks, erste Besitzurkunde zur lokal „Dom“ genannten Kirche von 1147 | 1858–1861 (Turm älter)                        | 17. Januar 1983    | A-232           |
| Evangelische Kirche Niederwenigern                      | Evangelische Kirche Niederwenigern                           | Niederwenigern Justinenweg 2 Karte                                                           | Hallenkirche aus Sandstein, 1875 eingeweiht | 1875                                          | 17. Januar 1983    | A-233           |
| weitere Bilder                                          | Pfarrhaus                                                    | Niederwenigern Domplatz 2 Karte                                                              | Massivbau, Pfarrhaus der katholischen Kirchengemeinde St. Mauritius |                                               | 17. Januar 1983    | A-234           |
| Fachwerkhaus, Scheinverquaderung                        | Fachwerkhaus, Scheinverquaderung                             | Hattingen-Mitte St.-Georg-Straße 7a Karte                                                    | |                                               | 18. Mai 1983       | A-235           |
| weitere Bilder                                          | ehem. Pferdestall/Kutschenhaus                               | Hattingen-Mitte Schleusenstraße 9 Karte                                                      | Backsteingebäude |                                               | 30. November 1984  | A-236           |
| weitere Bilder                                          | Fachwerkhaus                                                 | Hattingen-Mitte Johannisstraße 4 Karte                                                       | |                                               | 7. Februar 1983    | A-237           |
| weitere Bilder                                          | Lindenhof                                                    | Oberelfringhausen Felderbachstraße 91 Karte                                                  | Fachwerkbauernhaus, Wohnhaus mit grünen Schlagläden und Türen | um 1780                                       | 15. März 1983      | A-238           |
| weitere Bilder                                          | Katholische Kirche St. Peter und Paul                        | Hattingen-Mitte Bahnhofstraße 11 Karte                                                       | Sakralbau im neugotischen Stil, errichtet nach einem Entwurf von Gerhard August Fischer, im Innern u. a. ein Taufstein aus dem 16. Jahrhundert, der ursprünglich in der St.-Georg-Kirche stand | 1868–1870                                     | 15. Juni 1983      | A-239           |
| Massivbau Jahrhundertwende                              | Massivbau Jahrhundertwende                                   | Hattingen-Mitte Bahnhofstraße 18 Karte                                                       | |                                               | 15. Juni 1983      | A-240           |
| Massivbau Jahrhundertwende                              | Massivbau Jahrhundertwende                                   | Hattingen-Mitte Bahnhofstraße 18a Karte                                                      | |                                               | 15. Juni 1983      | A-241           |
| ehemalige Sparkasse/Stadtarchiv                         | ehemalige Sparkasse/Stadtarchiv                              | Hattingen-Mitte Bahnhofstraße 20 Karte                                                       | dreigeschossiger Putzbau mit Mansarddach, ab August 1910 von der Sparkasse Hattingen als erstes eigenes Gebäude genutzt, später Stadtarchiv | bis 1910                                      | 15. Juni 1983      | A-242           |
| Gemeindehaus                                            | Gemeindehaus                                                 | Hattingen-Mitte Bahnhofstraße 21 Karte                                                       | |                                               | 15. Juni 1983      | A-243           |
| Massivbau Jahrhundertwende                              | Massivbau Jahrhundertwende                                   | Hattingen-Mitte Bahnhofstraße 22 Karte                                                       | |                                               | 15. Juni 1983      | A-244           |
| Jugendstil-Villa                                        | Jugendstil-Villa                                             | Hattingen-Mitte Bahnhofstraße 23 Karte                                                       | zweigeschossige Jugendstil-Villa, hell verputzter Massivbau mit Sandsteinsockel | um 1900                                       | 15. Juni 1983      | A-245           |
| BW                                                      | Massivbau Jahrhundertwende                                   | Hattingen-Mitte Bahnhofstraße 24 Karte                                                       | |                                               | 15. Juni 1983      | A-246           |
| Massivbau Jahrhundertwende                              | Massivbau Jahrhundertwende                                   | Hattingen-Mitte Bahnhofstraße 28 Karte                                                       | |                                               | 15. Juni 1983      | A-247           |
| BW                                                      | ehemaliges Kreishaus                                         | Hattingen-Mitte Bahnhofstraße 25 Karte                                                       | achtachsiger dreigeschossiger Traufenbau, 1913 um Turm und Eckerker erweitert, ursprünglich „Dr. Reinbachsches Haus“ (Krankenhaus), 1886 vom Kreis Hattingen gekauft, der das Gebäude bis zu seiner Auflösung 1929 als Kreishaus nutzte, heute Wohn- und Geschäftshaus | um 1880                                       | 15. Juni 1983      | A-248           |
| Fachwerkhaus                                            | Fachwerkhaus                                                 | Hattingen-Mitte Steinhagen 17a Karte                                                         | |                                               | 21. Juni 1983      | A-249           |
| Harzer Häuser (Henrichshütte) - rechte Doppelhaushälfte | Harzer Häuser (Henrichshütte) - rechte Doppelhaushälfte      | Welper Henschelstraße 83 Karte                                                               | Der Gründer der Heinrichshütte in Hattingen - Graf Henrich zu Stollberg-Wernigerode, dessen Familie im Harz seit dem 15. J. Eisenhüttenwerke betrieb, holte für sein neues Werk in Hattingen Facharbeiter aus seiner Heimat um Wernigerode (Harz) an die Ruhr. Damit diese dort schnell und dauerhaft heimisch werden sollten, orientierte man sich an dem Baustil der Häuser in der Heimat der Facharbeiter im Harz. | ca. 1860                                      | 19. August 1983    | A-250           |
| Harzer Häuser (Henrichshütte) - linke Doppelhaushälfte  | Harzer Häuser (Henrichshütte) - linke Doppelhaushälfte       | Welper Henschelstraße 81 Karte                                                               | |                                               | 19. August 1983    | A-251           |
| Harzer Häuser (Henrichshütte) - rechte Doppelhaushälfte | Harzer Häuser (Henrichshütte) - rechte Doppelhaushälfte      | Welper Henschelstraße 79 Karte                                                               | |                                               | 19. August 1983    | A-252           |
| Harzer Häuser (Henrichshütte) - linke Doppelhaushälfte  | Harzer Häuser (Henrichshütte) - linke Doppelhaushälfte       | Welper Henschelstraße 77 Karte                                                               | |                                               | 19. August 1983    | A-253           |
| Harzer Häuser (Henrichshütte)                           | Harzer Häuser (Henrichshütte)                                | Welper Henschelstraße 75 Karte                                                               | |                                               | 19. August 1983    | A-254           |
| Harzer Häuser (Henrichshütte)                           | Harzer Häuser (Henrichshütte)                                | Welper Henschelstraße 73 Karte                                                               | |                                               | 19. August 1983    | A-255           |
| Harzer Häuser (Henrichshütte)                           | Harzer Häuser (Henrichshütte)                                | Welper Henschelstraße 71 Karte                                                               | |                                               | 19. August 1983    | A-256           |
| Harzer Häuser (Henrichshütte)                           | Harzer Häuser (Henrichshütte)                                | Welper Henschelstraße 69 Karte                                                               | |                                               | 19. August 1983    | A-257           |
| Harzer Häuser (Henrichshütte)                           | Harzer Häuser (Henrichshütte)                                | Welper Henschelstraße 67 Karte                                                               | |                                               | 19. August 1983    | A-258           |
| Harzer Häuser (Henrichshütte)                           | Harzer Häuser (Henrichshütte)                                | Welper Henschelstraße 65 Karte                                                               | |                                               | 19. August 1983    | A-259           |
| Harzer Häuser (Henrichshütte)                           | Harzer Häuser (Henrichshütte)                                | Welper Henschelstraße 63 Karte                                                               | |                                               | 19. August 1983    | A-260           |
| Harzer Häuser (Henrichshütte)                           | Harzer Häuser (Henrichshütte)                                | Welper Henschelstraße 61 Karte                                                               | |                                               | 19. August 1983    | A-261           |
| weitere Bilder                                          | ehemaliges Vikariat/Nikolaus-Groß-Museum                     | Niederwenigern Domplatz 2a Karte                                                             | Bruchsteinhaus, heute als Museum zur Erinnerung an Nikolaus Groß genutzt |                                               | 19. August 1983    | A-262           |
| BW                                                      | Evangelisches Gemeindehaus                                   | Niederwenigern Essener Straße 8 Karte                                                        | |                                               | 19. August 1983    | A-263           |
| Fachwerkhaus, Fassade massiv                            | Fachwerkhaus, Fassade massiv                                 | Blankenstein Hauptstraße 6 Karte                                                             | |                                               | 3. Oktober 1983    | A-264           |
| weitere Bilder                                          | Fachwerkhaus, Fassade massiv                                 | Blankenstein Hauptstraße 10 Karte                                                            | |                                               | 3. Oktober 1983    | A-265           |
| Wasserturm                                              | Wasserturm                                                   | Hattingen-Mitte Blumenweg 15 Karte                                                           | |                                               | 9. August 1984     | A-266           |
| BW                                                      | Gemeinschaftswerkssiedlung                                   | Winz Isenbergstraße Karte                                                                    | Arbeitersiedlung des Gemeinschaftswerks Hattingen im Bereich „Lembeck“ |                                               | 9. August 1984     | A-267           |
| BW                                                      | Hof Eickermann                                               | Holthausen Salzweg 22 Karte                                                                  | „Am Strückeln“, „Strükel“ |                                               | 11. Februar 1997   | A-268           |
| BW                                                      | Fachwerkhaus, Gaststätte                                     | Oberbredenscheid Bredenscheider Straße 138 Karte                                             | |                                               | 17. Dezember 1984  | A-269           |
| BW                                                      | ehemalige Färberei I                                         | Hattingen-Mitte Schleusenstraße 5 Karte                                                      | |                                               | 18. Dezember 1984  | A-270           |
| weitere Bilder                                          | Haus Weile                                                   | Hattingen-Mitte Ruhrdeich 6 und 8 Karte                                                      | zweigeschossiger Massivbau aus Ruhrsandstein, errichtet als Gutshof anstelle eines 1907 abgebrannten Vorgängerbaus (ehemaliger Herrensitz), ab 1927 im Besitz der Henrichshütte, seit 1998 in Privateigentum, heute „Landhaus Grum“ | ab 1907                                       | 20. Oktober 1993   | A-271           |
| BW                                                      | Mühle Niedereichholz                                         | Hattingen-Mitte Pannhütter Straße 11 Karte                                                   | siehe auch Denkmal Nr. A-310 |                                               | 27. März 1995      | A-272           |
| BW                                                      | ehemalige Kornbrennerei Vogelsang                            | Niederwenigern Hombergsegge 54 Karte                                                         | |                                               | 22. Januar 1985    | A-273           |
| BW                                                      | Fabrikantenvilla Vogelsang                                   | Niederwenigern Hombergsegge 50 Karte                                                         | |                                               | 22. Januar 1985    | A-274           |
| BW                                                      | ehemaliger Textilkotten                                      | Niederbonsfeld Nierenhofer Straße 104 Karte                                                  | |                                               | 24. April 1985     | A-275           |
| weitere Bilder                                          | Gymnasium Waldstraße                                         | Hattingen-Mitte Waldstraße 58–60 Karte                                                       | Schulgebäude, ursprünglich Realgymnasium | 1913                                          | 15. November 1985  | A-276           |
| BW                                                      | Ehrenmal Schulenberg                                         | Hattingen-Mitte Weg zum Ehrenmal/Schützenplatz Karte                                         | |                                               | 18. November 1985  | A-277           |
| Massivhaus JahrhundertwendeVilla Schack                 | Massivhaus Jahrhundertwende Villa Schack                     | Hattingen-Mitte Friedrichstraße 3 Karte                                                      | |                                               | 15. April 1986     | A-278           |
| BW                                                      | Hofanlage                                                    | Niederstüter Am Vogelbruch 17 u. 19 Karte                                                    | |                                               | 29. Juli 1987      | A-279           |
| weitere Bilder                                          | katholische Kirche St. Engelbert                             | Niederbonsfeld Kressenberg 1 Karte                                                           | als Notkirche 1899 errichteter Sakralbau aus Sandstein, Turm von 1909 | 1899                                          | 18. November 1985  | A-280           |
| BW                                                      | Hofanlage                                                    | Oberbredenscheid Am Zippe 19 Karte                                                           | „Sippmann“ |                                               | 18. November 1985  | A-281           |
| BW                                                      | ehemaliges Cafe Nieland                                      | Hattingen-Mitte Bahnhofstraße 43 Karte                                                       | |                                               | 21. November 1985  | A-282           |
| weitere Bilder                                          | Villa Puth                                                   | Blankenstein Wittener Straße 6 Karte                                                         | |                                               | 29. August 1986    | A-283           |
| Villa Peine                                             | Villa Peine                                                  | Niederwenigern Essener Straße 28 Karte                                                       | Bruchstein-Wohngebäude im spätklassizistisch-romantischen Stil | um 1900                                       | 9. Dezember 1986   | A-284           |
| BW                                                      | Hofanlage                                                    | Hattingen-Mitte Fährstraße 1 Karte                                                           | Hof Stens |                                               | 10. Dezember 1986  | A-285           |
| BW                                                      | Hofanlage                                                    | Hattingen-Mitte Fährstraße 3 Karte                                                           | Hof Stens |                                               | 10. Dezember 1986  | A-286           |
| weitere Bilder                                          | Bismarckturm                                                 | Hattingen-Mitte namenloser Waldweg, erreichbar über Schulenbergstraße/Weg zum Ehrenmal Karte | 11 Meter hoher Aussichtsturm aus Bruchsteinmauerwerk | 1900–1901                                     | 12. Dezember 1986  | A-287           |
| BW                                                      | Hofanlage                                                    | Winz Königsteiner Straße 106 Karte                                                           | im Bereich „Unter Winz“ |                                               | 18. Dezember 1986  | A-288           |
| weitere Bilder                                          | Haus Custodis                                                | Niederbonsfeld Am Isenberg 2 Karte                                                           | Massivbau aus Sandstein, der als „Landhaus“ im klassizistischen Stil für den Hofbaumeister Max Joseph Custodis im Bereich der Isenburg errichtet wurde, 1863 verkauft und anschließend bis 1969 als Gaststätte genutzt, heute u. a. Wohnung und Museum | ca. 1855–1858                                 | 11. März 1987      | A-289           |
| weitere Bilder                                          | ehemalige Birschels Mühle                                    | Hattingen-Mitte Schleusenstraße 8 Karte                                                      | Industriegebäude im Tudorstil, errichtet anstelle mehrerer Vorgängerbauten, Fassade geprägt von roten und teilweise gelben Backsteinen, Mühlenbetrieb 1955 eingestellt, nach Umbau heute als Wohnanlage und Restaurant genutzt | 1902–1906                                     | 8. April 1988      | A-290           |
| weitere Bilder                                          | ehemaliger Hauptbahnhof                                      | Hattingen-Mitte Bahnhofstraße 79 Karte                                                       | mehrgliedriges zweigeschossiges Empfangsgebäude des Hattinger Bahnhofs mit markantem dreigeschossigen Turm in der Mitte des Kopfbaus, Bauwerk aus Ruhrsandstein | 1870                                          | 29. Juli 1987      | A-291           |
| BW                                                      | Hofanlage                                                    | Niederstüter Am Vogelbruch 18 Karte                                                          | |                                               | 29. Juli 1987      | A-292           |
| weitere Bilder                                          | Hochofenanlage der Henrichshütte                             | Welper Werksstraße 25-27 Karte                                                               | 1939 gebaute, über 50 m hohe Hochofenanlage III der 1854 gegründeten Henrichshütte, Hochofen 1952 vollständig in Betrieb genommen, 1987 stillgelegt, heute zentraler Bestandteil des LWL-Industriemuseums | 1939                                          | 25. Januar 1990    | A-293           |
| weitere Bilder                                          | ehemaliges Getreidesilo Birschels Mühle                      | Hattingen-Mitte Schleusenstraße 8a Karte                                                     | Industriegebäude (Silo) mit von roten und teilweise gelben Backsteinen geprägter Fassade, dem Hauptgebäude der Birschel-Mühle entsprechend im Tudorstil errichtet (Zinnen und Türmchen nicht erhalten); Mühlenbetrieb 1955 eingestellt, nach Umbau heute als Wohnanlage genutzt | 1904                                          | 8. April 1988      | A-294           |
| weitere Bilder                                          | Ruhrschleuse Dahlhausen                                      | Dumberg Am Stade Karte                                                                       | Schleusenbauwerk aus Sandstein mit Stahltoren, Neubau von 1844 in Nachfolge der vorherigen Schleuse von 1775, in den 1990er Jahren saniert | 1844                                          | 30. September 1988 | A-295           |
| weitere Bilder                                          | Ruhrschleuse                                                 | Hattingen-Mitte Schleusenstraße Karte                                                        | Schleusenbauwerk aus Sandstein mit Holztoren und erhaltenen Vorrichtungen für den Handbetrieb, Neubau von 1819/20 in Nachfolge der vorherigen, 1778 fertiggestellten Schleuse; seit Ende des 19. Jahrhunderts nicht mehr in Betrieb | 1819/1820                                     | 30. September 1988 | A-296           |
| BW                                                      | ehemalige Jugendherberge Niederwenigern                      | Niederwenigern Jugendherbergstraße 48 Karte                                                  | Gebäude mit expressionistischen Stilelementen | 1928/1929                                     | 30. August 1989    | A-297           |
| BW                                                      | Schlüterhaus von Haus Kliff                                  | Hattingen-Mitte Am Wallbaum 16 Karte                                                         | |                                               | 3. Juli 1991       | A-298           |
| BW                                                      | Hofanlage                                                    | Blankenstein Am Stricker 10 Karte                                                            | Hof Kleine-Herzbruch |                                               | 20. Mai 1996       | A-299           |
| weitere Bilder                                          | Reste des ehemaligen Bessemer-Stahlwerks (Henrichshütte)     | Welper Werksstraße 37-39 Karte                                                               | Gebäude (im Bild hinter der Bessemer-Birne) des ehemaligen Bessemer-Stahlwerks der Henrichshütte, nach nur einem Betriebsjahr anderweitig, zuletzt als Lager des Hochofenbetriebs genutzt, heute Veranstaltungsräumlichkeit | ab 1873                                       | 22. März 1994      | A-300           |
| BW                                                      | Hofanlage Collenberg                                         | Dumberg In den Höfen 27 Karte                                                                | |                                               | 1. Oktober 1997    | A-301           |
| weitere Bilder                                          | ehemaliger Ponyhof                                           | Niederbonsfeld Am Homberg 52 Karte                                                           | |                                               | 28. Oktober 2001   | A-302           |
| BW                                                      | historistischer Massivbau                                    | Hattingen-Mitte Kreisstraße 13 Karte                                                         | |                                               | 28. Juni 2005      | A-303           |
| weitere Bilder                                          | Kriegerdenkmal „Hattingia“                                   | Hattingen-Mitte Kirchplatz o. Nr. Karte                                                      | Marmor-Statue auf schlichtem Sockel, geschaffen vom Bildhauer Friedrich Küsthardt zur Erinnerung an die Gefallenen des Krieges 1870/71 | 1876                                          | 18. Mai 2004       | A-304           |
| BW                                                      | Freibad Welper                                               | Welper Marxstraße Karte                                                                      | |                                               | 3. November 2004   | A-305           |
| BW                                                      | Erholungsheim Goldschmidt GmbH                               | Niederbredenscheid Schulenbergstraße 39 Karte                                                | „Grasdiek“ |                                               | 27. Juli 2005      | A-306           |
| ehemalige Brückengaststätte                             | ehemalige Brückengaststätte                                  | Welper An der Kost 18 Karte                                                                  | |                                               | 21. Dezember 2005  | A-307           |
| BW                                                      | ehemalige katholische Schule Winzermark                      | Niederbonsfeld Vogelsberg 22 Karte                                                           | |                                               | 22. März 2006      | A-308           |
| weitere Bilder                                          | Mietwohnhäuser Henschelstraße                                | Welper Henschelstraße 16–30/Querstraße 1–4 Karte                                             | Nachdem 1904 die Firma Henschel & Sohn die Heinrichshütte erwarb, wurde für die rasch steigende Beschäftigtenzahl der Bau von Mietwohnungen notwendig. Auf der Südseite der Henschelstraße - gegenüber den Harzer Häusern - entstand eine dreigeschossige, geschlossene Bebauungszeile mit Mietwohnungen. Auch der südliche Abzweig der Querstraße wurde im gleichen Stil bebaut.                                     | 1906/07                                       | 30. Mai 2006       | A-309           |
| BW                                                      | Hofstelle Niedereichholz                                     | Holthausen Zum Ludwigstal 2 Karte                                                            | siehe auch Denkmal Nr. A-272 |                                               | 30. Mai 2006       | A-310           |
|                                                         | ehemaliges Backhaus                                          | Holthausen Dorfstraße 25                                                                     | |                                               | 30. Mai 2006       | A-311           |
| weitere Bilder                                          | Gethmannscher Landschaftsgarten                              | Blankenstein Zugang über Hauptstraße und Parkplatz Am Stadtmuseum Karte                      | | ab 1808                                       | 5. September 2008  | A-312           |
| ehemalige Gaststätte                                    | ehemalige Gaststätte                                         | Niederstüter Am Stuten 19 Karte                                                              | Gaststätte „Am Stuten“ | 1902                                          | 9. September 2008  | A-313           |
| weitere Bilder                                          | Haus                                                         | Hattingen-Mitte Bredenscheider Straße 8 Karte                                                | |                                               | 28. November 2008  | A-314           |
| BW                                                      | Haus                                                         | Hattingen-Mitte Bredenscheider Straße 10 Karte                                               | |                                               | 28. November 2008  | A-315           |
| BW                                                      | Gemeindeamt Welper                                           | Welper Im Welperfeld 23 Karte                                                                | |                                               | 20. Juni 2011      | A-316           |
| weitere Bilder                                          | Schwimmbrücke über die Ruhr                                  | Dumberg Auf dem Stade Karte                                                                  | Schwimmbrücke über die Ruhr in Dahlhausen/Hattingen |                                               | 4. September 2014  | A-317           |
| BW                                                      | Villa Hundt                                                  | Hattingen-Mitte Bredenscheider Straße 19 Karte                                               | |                                               | 24. August 2016    | A-318           |
| weitere Bilder                                          | Winzer Ruhrbogen                                             | Karte                                                                                        | umfasst den Bereich zwischen Hattinger und Dahlhauser Schleuse (Denkmal befindet sich auch auf Bochumer Gebiet) inklusive der Buhnen, dem Ruhrbogen an sich, dem Leinpfad, dem Wehr und der Schleusen |                                               | 14. Februar 2017   | A-319           |

## Denkmalbereiche
| Bild           | Bezeichnung              | Lage                                            | Beschreibung | Bauzeit            | Eingetragen seit   | Denkmal- nummer |
| -------------- | ------------------------ | ----------------------------------------------- | --- | ------------------ | ------------------ | --------------- |
| weitere Bilder | Zechensiedlung Müsendrei | Welper Müsendrei 1–21, 23, 25, 27 und 17a Karte | Hüttenarbeiter-Wohnungen, Zechensiedlung der ehemaligen Spateisensteinzeche Müsen III; geschützt sind der Siedlungsgrundriss und das Erscheinungsbild der Häuser und sonstigen bauliche Anlagen | 1907               | 14. Januar 1985    | Denkmalbereich  |
| weitere Bilder | Freiheit Blankenstein    | Blankenstein diverse Straßen Karte              | | ab 13. Jahrhundert | 11. September 1991 | Denkmalbereich  |